# Brina Svit
Brina Švigelj-Mérat (pseudonim Brina Svit, ur. 31 maja 1954 w Lublanie) – słoweńska pisarka i dziennikarka.

## Życiorys
Studiowała literaturę francuską i porównawczą na Uniwersytecie Lublańskim. W 1980 roku wyjechała do Paryża, gdzie studiowała w latach 1985-1987 jako stypendystka francuskiego Ministerstwa Kultury. Męża, który jest Francuzem poznała w Lublanie. Para postanowiła osiedlić się w Paryżu. Podróżowała pomiędzy Paryżem a Lublaną. Do 2009 roku była dziennikarką gazety Delo. Swoje cztery pierwsze powieści napisała w języku słoweńskim. O ile pierwsza powieść April nie spotkała się z dobrym przyjęciem, to powieść Con Brio została w 1999 roku nominowana w Słowenii do nagrody Kresnik. Powieści Con Brio (1998) i Smrt slovenske primadone (2000) zostały przetłumaczone na francuski przez Zdenkę Štimac. Od 2003 roku swoje powieści pisze po francusku i tłumaczy na słoweński. W powieści Visage slovène opisuje swoją podróż do Argentyny i spotkania ze słoweńskimi emigrantami. W książce wykorzystała historię Witolda Gombrowicza, który spędził tu 24 lata. Jej powieści były tłumaczone na angielski, niemiecki, grecki, hiszpański i włoski.

## Twórczość
Napisała scenariusze i nakręciła dwa filmy krótkometrażowe Nikola i Balkon oraz film dokumentalny o Jeanne Moreau zatytułowany De Jeanne à Zerline. Film Nikola powstał w 1989 roku z udziałem: Brigitte Fontaine, Joëlle Marelli, Areski i Maurice Bénichou. Otrzymał w 1990 roku nagrodę publiczności na festiwalu w Dunkierce. Drugi krótkometrażowy film Le Balcon zrealizowany został w 1990 roku z udziałem Anémone, Léni Mérat i Francisa Frappata i zdobył w 1991 roku nagrodę jury na festiwalu w Grenoble.
- April (1984)[3]
- Navadna razmerja(1998)[3]
- Con brio(1998). W języku francuskim pod tym samym tytułem wydana w 1999 roku[3].
- Smrt slovenske primadone (2000)[7] Mort d'une prima donna slovène(2001)[8]
- Moreno (2003)[9]
- Un cœur de trop (2006) Odveč srce (2006)[10]
- Coco Dias ou la Porte Dorée (2007) Coco Dias ali Zlata vrata (2008)[11]
- Hvalnica ločitvi (2011)[12]
- Une nuit à Reykjavík (2011) Noč v Reykjaviku (2014)[13]
- Visage slovène (2011) Slovenski obraz (2014)[14]
- Nouvelles Définitions de l'amour (2017) Nove definicije ljubezn (2020)[15]
- Le Dieu des obstacles (2021)[16]

## Nagrody
- 2003: Prix du rayonnement de la langue et de la littérature françaises za powieść Moreno[17]
- 2006: Prix de l'Académie française Maurice-Genevoix za Un coeur de trop[17]
- 2011: Prix Littéraire Européen Madeleine Zepter[18][19]
- 2013: za Noc w Reykjaviku  otrzymała stypendium francuskiego ministerstwa i spędziła 6 tygodni na Islandii[18].
- 2017: finalistka Prix Goncourt de la nouvelle za Nouvelles Définitions de l'amour[20]